# João Batista Luzardo
João Batista Luzardo, conocido por su sobrenombre de O Embaixador (o como Hombre de la Guerra por los argentinos) (Salto, 11 de diciembre de 1892 — Porto Alegre, 1982), político y diplomático brasileño.
Se desempeñó como embajador en Uruguay y, por breve tiempo, también en Buenos Aires.